# Петнист саламандър
Петнистите саламандри (Plethodon wehrlei) са вид земноводни от семейство Безбелодробни саламандри (Plethodontidae).
Срещат се в източните части на Съединените американски щати.
Таксонът е описан за пръв път от американския зоолог Хенри Уийд Фаулър през 1917 година.